# Jewgienij Arciuk
Jewgienij Nikołajewicz Arciuk, ros. Евгений Николаевич Арцюк (ur. 5 kwietnia 1907 roku w Płocku, zm. w 1973 roku w RFN) – rosyjski działacz emigracyjny, tancerz baletowy, pisarz, działacz antykomunistyczny.
W 1928 roku wyjechał do Francji. Zamieszkał w Paryżu, gdzie rozpoczął pracę jako kostiumer, a następnie technik maszyn scenicznych w różnych miejscowych teatrach. Działał także w Asocjacji Filatelistów. Po pewnym czasie został tancerzem baletowym. W 1939 roku stanął na czele Bractwa Świętego Jerzego i Związku Wojskowych Ruchu Wyzwoleńczego, które założył. W 1940 roku współtworzył Balet Rosyjski. Następnie został dyrektorem jednego z paryskich teatrów rosyjskich. Na początku lat 40. współpracował z Narodowym Stowarzyszeniem Młodzieży Rosyjskiej (NORM). W 1942 roku objął funkcję technika sceny w La Scala w Mediolanie. Po zakończeniu wojny zamieszkał w Monachium, gdzie podjął się działalności antykomunistycznej. Przyjął pseudonim „Dierżawin”. Zaczął wydawać pismo „Nabat”. W drugiej połowie 1948 roku założył Rosyjski Wszechnarodowy Ruch Ludowo-Państwowy. Ogłosił się przewodniczącym Narodowego Przedstawicielstwa Rosyjskiej Emigracji. W latach 60. odwiedził ZSRR, po czym – osiedlając się we Frankfurcie nad Menem – zaczął uprawiać propagandę proradziecką. Napisał książkę pt. „Russkaja politika samosochranienija”, w której dowodził, że Zachód przygotowuje się do zajęcia Rosji. Zginął w wypadku samochodowym.